# Украинская громада
Украинская громада или Украинская думская громада (в дословном переводе «украинская община») — объединение депутатов по преимуществу украинцев, возникшее в Государственной думе I и II созывов, никогда не имевшее официального статуса фракции. В него входили депутаты из разных фракций, объединённые интересом к украинскому вопросу. Депутаты выдвигали требования обеспечения национально-культурной и территориальной автономии Украины.

## Государственная дума I созыва
Государственная Дума I созыва работала в Петербурге с 27 апреля по 8 июля 1906. Леворадикальные партии Российской империи бойкотировали выборы в Первую Думу. В выборах принимали участие Украинская демократическо-радикальная партия (УДРП) и Украинская народная партия. Среди 102 депутатов от 9 украинских губерний насчитывалось 24 помещика, 42 крестьянина, 26 представителей городской интеллигенции, 9 рабочих и 1 священник. По партийному признаку 38 депутатов были кадетами и сочувствующими этой партии, 28 — трудовиками. Трудовая группа составляла не политическую партию, а парламентскую фракцию, которая объединяла, в основном, беспартийных депутатов-крестьян по происхождению.
Украинская думская громада в составе 45 челеловек сформировалась почти сразу же. Возглавил её адвокат и общественный деятель из Черниговской губернии И. Л. Шраг. На первом организационном собрании, которое состоялось 1 мая 1906 в объединение записалось 22 депутата, среди них: С. Т. Таран, Г. Л. Зубченко, Н. С. Онацкий, Л. С. Литвин, А. Ф. Грабовецкий, П. И. Куриленко, Т. Т. Нестеренко (или Нестеренков), М. Ф. Филоненко, З. И. Выровой, А. Н. Возовик, И. И. Лысенко. В собрании принял участие А. Е. Плотник, не являвшийся депутатом Государственной Думы. На собранные 16 мая в объединение вошли ещё семь депутатов во главе с адвокатом И. К. Заболотным: И. Г. Гнатенко, Л. Е. Штефанюк, В. И. Бей, А. Ф. Рыбачёк, А. И. Романюк, П. И. Богач, А. Г. Гринюк. Всего по данным М. С. Грушевского в объединение записалось более 40 депутатов (П. И. Чижевский, барон Ф. Р. Штейнгель, В. М. Шемет, И. В. Тарасенко, М. М. Ковалевский, А. Г. Вязлов, Н. Ф. Биляшевский и другие), но оставалось много крестьян и интеллигенции из украинских губерний, которые «не уяснили для себя украинского вопроса, или не решились ещё формально вступить».
Работа Украинской громады строилась на принципах западноевропейских парламентов. Её идейным руководителем считают М. C. Грушевского. Он подготовил проект Конституции России, в основе которого лежала идея национально-территориальной децентрализации России и образования культурных автономий. Был разработан план национально-территориальной децентрализации Российской империи, согласно которому предусматривалось создать общегосударственный парламент и территориальные сеймы. Парламентские выборы должны быть непрямыми, чтобы избежать его большой численности при образовании маленьких избирательных округов и нерепрезентативности малых наций в больших округах. Территориальные сеймы будут заниматься делами культуры, местной администрации, назначением судей. Четверть мест в них предусматривалась для интеллигенции.
Печатным органом Украинской громады был «Украинский вестник». М. С. Грушевский также подготовил декларацию об автономии Украины, которая от имени Украинской громады должна была быть провозглашена с трибуны 1-й Государственной думы. Но 8 июля 1906 Дума была распущена.
Дальнейшая судьба большинства крестьянских депутатов была сложной. Многие из них пропали без вести, другим пришлось скрываться, кто-то попал в психиатрическую лечебницу, некоторые были избиты до полусмерти или у них были сожжены дома.

## Государственная дума II созыва
В 1907 году были проведены выборы во II Государственную Думу. Из 518 депутатов 65 были социал-демократами (в I Думе — 18), 157 — трудовиками (вместе с эсерами) по сравнению с 94 в I Думе. Среди 102 депутатов от украинских губерний насчитывалось 40 трудовиков, 34 представителей правых партий, по 11 кадетов и социал-демократов (в том числе 6 членов Спилки, 3 меньшевика, 1 большевик, 1 представитель УСДРП). По социальному положению украинские губернии были представлены 16 помещиками, 4 священниками, 17 интеллигентами, 59 крестьянами и 6 рабочими. Во II Думе тон задавали крестьянские депутаты.
Во второй Государственной думе (20 февраля — 3 июня 1907) украинские депутаты также объединились в громаду, которая насчитывала 47 членов. Громада издавала журнал «Рідна справа. Вісті з Думи» («Родная дело. Вести из Думы» апрель — июнь 1907). В нём печатались речи членов Думы, заявления граждан, в которых выдвигалось требования автономии Украины, введения местного самоуправления, введение украинского языка в школе, суде и церкви, образования кафедр украинского языка, литературы и истории в университетах. По мнению членов украинской громады, в частности сельских депутатов, эти задачи должны решаться законодательным путём последовательного реформирования государственного устройства, экономических и социальных отношений.
Громада требовала предоставить Украине в её этнографических границах политическую автономию, ввести украинский язык в школах, судебных и административных органах. Относительно главного вопроса революции — аграрного — в общине не было единого мнения. Кадетские депутаты отстаивали передачу части помещичьих земель крестьянам за выкуп, а крестьянские поддерживали трудовиков — конфискацию помещичьих земель и национализации всей земли. Для освещения своей деятельности в Думе община основала печатный орган — журнал «Украинский вестник», в котором сотрудничали М. С. Грушевский, Иван Франко, М. И. Туган-Барановский.
В составе украинской громады II Думы было 47 человек. Среди них Н. Долгополов, Е. А. Сайко, А. И. Гриневич, В. И. Хвост, С. В. Нечитайло, А. Н. Наумчак, Н. К. Рубис (или Рубисов), В. В. Волк-Карачевский, В. Г. Сахно, Е. К. Чигирик, С. К. Матвеев, П. С. Мороз и др. Во время работы Думы было принято решение о выходе членов украинской фракции из всех думских партийных объединений. Преждевременный роспуск II Думы прервал процесс формирования украинской фракции.
Во II Думе Украинская громада выступила с декларацией, созданной на базе программы УДРП. Наряду с общедемократическими требованиями свободы слова, печати, амнистии политическим заключенным провозглашалась необходимость предоставления автономии Украине, украинизации школьного образования. 3 июня II Государственную Думу была разогнана.

## Государственные думы III и IV созывов
3 июня 1907 Николай II издал новый избирательный закон, который обеспечивал полное преимущество в новом составе Думы помещикам и буржуазии. В III и IV Думах официально украинских объединений не было. Причиной этого стал антидемократический избирательный закон, принятый правительством П. А. Столыпина, репрессивная политика центральной и местной администрации по отношению ко всем демократическим и национальным партиям, давление на избирателей во время голосования. Среди депутатского корпуса 29 депутатов четко позиционировали себя как защитники национальных интересов Украины. Однако такого количества оказалось недостаточно для создания в Государственной Думе самостоятельной украинской фракции.
Однако существовала неформальная группа украинских депутатов. А на заседаниях III и IV Дум обсуждались вопросы об украинском языке и выделение Холмщины в отдельную российскую губернию. В III Думу за подписью 37 депутатов был внесен законопроект о введении украинского языка в начальной школе параллельно с русским, издание учебников и книг с учётом украинских условий, использование украинского языка в сельских судах. Однако он не был принят. В феврале 1914 г. в докладе министру внутренних дел полтавский губернатор А. К. Багговут рекомендовал привлекать в украинских губерниях на должности учителей, инспекторов, ректоров, священников только великороссов; освобождать от должности всякого учителя, проявляющего приверженность к украинскому языку; субсидировать газеты в Киеве, Харькове, Полтаве, Екатеринославе для борьбы с украинизацией; искоренять использование названий «Украина», «украинский», доказывыя, что «Украина» — это просто окраина государства в былые времена и т. д.
Для усиления антипольской и антиукраинской политики III Дума приняла закон о выделении Холмщины в Холмскую губернию. Им предусматривалось территорию с украинским населением отделить в губернию. По мнению авторов проекта, этот шаг подрывал польское влияние и облегчал ассимиляционную политику российского правительства по отношению к украинцам.
В Четвёртой Думе существовала группа украинских депутатов, одним из лоббистов которой был Михаил Родзянко. В защиту украинских интересов выступили представители разных политических сил, в частности конституционный демократ П. Н. Милюков, трудовик В. И. Дзюбинский, социал-демократ Г. И. Петровский. Был затронут вопрос об автономии Украины, получивший поддержку со стороны известных политических деятелей, депутатов А. Ф. Керенского, П. Н. Милюкова, Г. И. Петровского, А. И. Шингарева. Профессор С. А. Иванов требовал основания украиноведческих кафедр в университетах, а епископ Никон — введение украинского языка в школах.